# Уилсон, Эмма
Эмма Уайатт Уилсон (англ. Emma Wyatt Wilson, урождённая Дайсарт; 12 мая 1870 года – 13 октября 1983 года) — американская долгожительница. С 13 ноября 1982 до своей смерти была старейшим живущим человеком в мире.

## Биография
Эмма Уилсон родилась в Бьюкенене (штат Миссури). Её родителями были Джеймс и Кэтрин Мартин-Дайсарт. 9 мая 1914 года она вышла замуж за Джорджа Барлета Уилсона в Эве, Дуглас. У пары не было детей. До выхода на пенсию Эмма работала учительницей. Она овдовела в 1945.
В ноябре 1982 года, после смерти Нелли Спенсер, Эмма Уилсон стала старейшим живущим человеком в мире.
Она скончалась 13 октября 1983 в возрасте 113 лет, 154 дней.

## См.также
- Долгожитель
- Список старейших людей в мире
- Список старейших женщин
- Список долгожителей США